# Nadezjda Iljina (sprintster)
Nadezjda Leonidovna Kolesnikova-Iljina (Russisch: Надежда Леонидовна Колесникова-Ильина) (Selenokoemsk (Kraj Stavropol), 14 januari 1949 – Oblast Moskou, 7 december 2013) was een Russische atlete, die gespecialiseerd was in de sprint. Ze kwam met name uit op de 400 m. Ze nam tweemaal deel aan de Olympische Spelen, waarbij zij één bronzen medaille veroverde.

## Loopbaan
Onder haar naam Kolesnikova nam ze in 1970 deel aan de Europese kampioenschappen indooratletiek. Daarbij haalde ze in een bronzen medaille in de estafette met gemengde afstanden. Het jaar nadien haalde ze op de Europese indoorkampioenschappen een vijfde plaats op de 800 m. Outdoor nam ze op zowel op de 400 m als op de 4 x 400 m estafette deel aan de Europese kampioenschappen in Helsinki. Ze behaalde een bronzen medaille met het estafetteteam van de Sovjet-Unie. Op dezelfde nummers nam ze ook deel aan de Olympische Spelen van 1972 in München. Individueel bereikte ze de halve finale en met het estafetteteam een achtste plaats in de finale.
Op de Europese indoorkampioenschappen van 1974 in Göteborg verbeterde ze in de halve finale het idoorwereldrecord op de 400 m naar 52,44 s. In de finale behaalde ze een zilveren medaille. Outdoor nam ze deel aan de Europese kampioenschappen in Rome. Op de 400 m werd ze in een nationaal record vierde en op de estafette behaalde ze opnieuw brons. Op de indoorkampioenschappen van 1975 behaalde ze opnieuw zilver op de 400 m en werd ze met het team van de Sovjet-Unie Europees indoorkampioene op 4 x 2 ronden estafette.
Iljina nam deel aan  de Olympische Spelen van Montreal in 1976 op de 400 m en de 4 x 400 m estafette. Op de 400 m werd ze uitgeschakeld in de halve finale en op de 4 x 400 m won ze een bronzen medaille met haar teamgenotes Inta Klimovica, Lyudmila Aksenova en Natalya Sokolova.
Iljina was trainster bij Dynamo Sport in Moskou. Ze was de moeder van de Russische tennisster Nadja Petrova. Ze overleed na een auto-ongeluk op 64-jarige leeftijd.

## Titels
- Europees indoorkampioene 4 x 2 ronden 1975
- Universitair kampioene 400 m - 1973
- Sovjet-Unie kampioene 400 m - 1973, 1974, 1975
- Sovjet-Unie indoorkampioene 400 m - 1973, 1974

## Persoonlijke records
| Onderdeel       | Prestatie | Datum         | Plaats   |
| --------------- | --------- | ------------- | -------- |
| 400 m (outdoor) | 51,19 s   | 29 mei 1976   | München  |
| 400 m (indoor)  | 52,44 s   | 10 maart 1974 | Göteborg |

## Palmares

### 400 m
- 1971: 3e in reeks EK indoor - 56,0 s
- 1971: 5e in reeks EK - 54,35 s
- 1972: 7e ½ fin. OS - 52,29 s
- 1973:  Sovjet-Unie indoorkamp. - 54,4 s
- 1973:  Sovjet-Unie kamp. - 51,8 s
- 1973:  Universiade - 52,04 s
- 1974:  Sovjet-Unie indoorkamp. - 54,1 s
- 1974:  EK indoor - 52,81 s
- 1974:  Sovjet-Unie kamp. - 52,5 s
- 1974: 4e EK - 51,22 s (NR)
- 1975:  EK indoor - 53,21 s
- 1975:  Sovjet-Unie kamp. - 51,8 s
- 1976: 5e ½ fin. OS - 51,42 s

### 800 m
- 1971: 5e EK indoor - 2.08,1

### 4 x 400 m
- 1971:  EK - 3.34,11
- 1972: 8e OS - 3.31,9
- 1974:  EK - 3.26,1 (NR)
- 1976:  OS - 3.24,24

### gemengde estafette (200/400/600/800 m)
- 1970:  EK indoor - 5.02,2

### 4 x 1 ronde estafette
- 1972:  EK indoor - 3.11,2

### 4 x 2 ronden estafette
- 1975:  EK indoor - 2.46,1